# Ангвин (Калифорнија)
Ангвин (енгл. Angwin) насељено је место без административног статуса у америчкој савезној држави Калифорнија.

## Демографија
По попису из 2010. године број становника је 3.051, што је 97 (-3,1%) становника мање него 2000. године.
| Група             | 2000.         | 2010.         |
| Белци             | 2.168 (68,9%) | 1.821 (59,7%) |
| Афроамериканци    | 103 (3,3%)    | 139 (4,6%)    |
| Азијати           | 324 (10,3%)   | 339 (11,1%)   |
| Хиспаноамериканци | 404 (12,8%)   | 625 (20,5%)   |
| Укупно            | 3.148         | 3.051         |